# Dutch Open 1995
Il Dutch Open 1995 è stato un torneo di tennis giocato sulla terra rossa.
È stata la 38ª edizione del Dutch Open, che fa parte della categoria ATP World Series nell'ambito dell'ATP Tour 1997. 
Si è giocato ad Amsterdam nei Paesi Bassi, dal 24 al 30 luglio 1995.

## Campioni

### Singolare
Marcelo Ríos ha battuto in finale  Jan Siemerink con il punteggio di 6–4, 7–5, 6–4

### Doppio
Marcelo Ríos /  Sjeng Schalken hanno battuto in finale  Wayne Arthurs /  Neil Broad con il punteggio di 7–6, 6–2